# مارتين لورانس بولارد
مارتين لورانس بولارد (بالإنجليزية: Martyn Lawrence Bullard)‏ هو كاتب بريطاني، ولد في 30 مارس 1967 في لندن في المملكة المتحدة.

## وصلات خارجية
- الموقع الرسمي
- مارتين لورانس بولارد على موقع IMDb (الإنجليزية)
- مارتين لورانس بولارد على موقع قاعدة بيانات الفيلم (الإنجليزية)